# Campeonato Mundial de Patinação Artística no Gelo de 1926
O Campeonato Mundial de Patinação Artística no Gelo de 1926 foi a vigésima quarta edição do Campeonato Mundial de Patinação Artística no Gelo, um evento anual de patinação artística no gelo organizado pela União Internacional de Patinação (em inglês:  International Skating Union) onde os patinadores artísticos competem pelo título de campeão mundial. Nesta edição as competições individual masculina e de duplas foram disputadas entre os dias 13 de fevereiro e 14 de fevereiro na cidade de Berlim, Alemanha; e a competição individual feminina foi disputada entre os dias 7 de fevereiro e 8 de fevereiro na cidade de Estocolmo, Suécia.

## Eventos
- Individual masculino
- Individual feminino
- Duplas

## Medalhistas
| Evento                        | Ouro                                 | Prata                                | Bronze                               |
| Individual masculino detalhes | Willy Böckl · Áustria                | Otto Preißecker · Áustria            | John F. Page · Reino Unido           |
| Individual feminino detalhes  | Herma Szabo · Áustria                | Sonja Henie · Noruega                | Kathleen Shaw · Reino Unido          |
| Duplas detalhes               | Andrée Joly · Pierre Brunet · França | Lilly Scholz · Otto Kaiser · Áustria | Herma Szabo · Ludwig Wrede · Áustria |

## Resultados

### Individual masculino
| Pos.              | Nome                 | Nacionalidade   | Pontos |
| ----------------- | -------------------- | --------------- | ------ |
| Medalha de ouro   | Willy Böckl          | Áustria         | 7      |
| Medalha de prata  | Otto Preißecker      | Áustria         | 11     |
| Medalha de bronze | John F. Page         | Reino Unido     | 18     |
| 4                 | Werner Rittberger    | Alemanha        | 21     |
| 5                 | Josef Slíva          | Tchecoslováquia | 26     |
| 6                 | Ludwig Wrede         | Áustria         | 29     |
| 7                 | Robert van Zeebroeck | Bélgica         | 30     |
| 8                 | Arne Lie             | Noruega         | 41     |
| 9                 | Paul Franke          | Alemanha        | 42     |

### Individual feminino
| Pos.              | Nome             | Nacionalidade | Pontos |
| ----------------- | ---------------- | ------------- | ------ |
| Medalha de ouro   | Herma Szabo      | Áustria       | 5      |
| Medalha de prata  | Sonja Henie      | Noruega       | 10     |
| Medalha de bronze | Kathleen Shaw    | Reino Unido   | 16     |
| 4                 | Elisabeth Böckel | Alemanha      | 21     |
| 5                 | Solveig Johansen | Noruega       | 26     |
| 6                 | Hildegard Thiel  | Áustria       | 27     |

### Duplas
| Pos.              | Nome                                | Nacionalidade   | Pontos |
| ----------------- | ----------------------------------- | --------------- | ------ |
| Medalha de ouro   | Andrée Joly / Pierre Brunet         | França          | 12     |
| Medalha de prata  | Lilly Scholz / Otto Kaiser          | Áustria         | 22     |
| Medalha de bronze | Herma Szabo / Ludwig Wrede          | Áustria         | 26     |
| 4                 | Gisela Hochaltinger / Georg Pamperl | Áustria         | 32.5   |
| 5                 | Sonja Henie / Arne Lie              | Noruega         | 33.5   |
| 6                 | Ethel Muckelt / John F. Page        | Reino Unido     | 40     |
| 7                 | Else Hoppe / Oscar Hoppe            | Tchecoslováquia | 42.5   |
| 8                 | Ilse Kishauer / Herbert Haertel     | Alemanha        | 52.5   |
| 9                 | Grete Weise / Georg Velisch         | Alemanha        | 60.5   |
| 10                | Margit Edlund / Anders Palm         | Suécia          | 63.5   |

## Quadro de medalhas
| Ordem | País        | Medalha de ouro | Medalha de prata | Medalha de bronze |   | Ordem por total |
| ----- | ----------- | --------------- | ---------------- | ----------------- | - | --------------- |
| 1     | Áustria     | 2               | 2                | 1                 | 5 | 1               |
| 2     | França      | 1               |                  |                   | 1 | 3               |
| 3     | Noruega     |                 | 1                |                   | 1 | 3               |
| 4     | Reino Unido |                 |                  | 2                 | 2 | 2               |
| TOTAL | TOTAL       | 3               | 3                | 3                 | 9 | —               |